# Belleville-et-Châtillon-sur-Bar
Belleville-et-Châtillon-sur-Bar és un municipi francès situat al departament de les Ardenes i a la regió del Gran Est. L'any 2007 tenia 307 habitants.

## Demografia

### Població
El 2007 la població de fet de Belleville-et-Châtillon-sur-Bar era de 307 persones. Hi havia 116 famílies de les quals 44 eren unipersonals (28 homes vivint sols i 16 dones vivint soles), 36 parelles sense fills i 36 parelles amb fills.
La població ha evolucionat segons el següent gràfic:
Habitants censats

### Habitatges
El 2007 hi havia 158 habitatges, 124 eren l'habitatge principal de la família, 5 eren segones residències i 28 estaven desocupats. 107 eren cases i 51 eren apartaments. Dels 124 habitatges principals, 66 estaven ocupats pels seus propietaris, 54 estaven llogats i ocupats pels llogaters i 5 estaven cedits a títol gratuït; 4 tenien dues cambres, 6 en tenien tres, 22 en tenien quatre i 92 en tenien cinc o més. 87 habitatges disposaven pel capbaix d'una plaça de pàrquing. A 61 habitatges hi havia un automòbil i a 37 n'hi havia dos o més.

### Piràmide de població
La piràmide de població per edats i sexe el 2009 era:
| Homes | Edats   | Dones |
| ----- | ------- | ----- |
| 0     | 95 o +  | 0     |
| 0     | 90 a 94 | 0     |
| 0     | 85 a 89 | 0     |
| 0     | 80 a 84 | 0     |
| 0     | 75 a 79 | 0     |
| 4     | 70 a 74 | 4     |
| 8     | 65 a 69 | 8     |
| 4     | 60 a 64 | 20    |
| 8     | 55 a 59 | 4     |
| 4     | 50 a 54 | 4     |
| 20    | 45 a 49 | 4     |
| 12    | 40 a 44 | 20    |
| 20    | 35 a 39 | 8     |
| 16    | 30 a 34 | 12    |
| 32    | 25 a 29 | 4     |
| 8     | 20 a 24 | 8     |
| 12    | 15 a 19 | 8     |
| 4     | 10 a 14 | 12    |
| 8     | 5 a 9   | 8     |
| 4     | 0 a 4   | 12    |

## Economia
El 2007 la població en edat de treballar era de 207 persones, 143 eren actives i 64 eren inactives. De les 143 persones actives 131 estaven ocupades (83 homes i 48 dones) i 12 estaven aturades (6 homes i 6 dones). De les 64 persones inactives 11 estaven jubilades, 30 estaven estudiant i 23 estaven classificades com a «altres inactius».

### Ingressos
El 2009 a Belleville-et-Châtillon-sur-Bar hi havia 124 unitats fiscals que integraven 274,5 persones, la mediana anual d'ingressos fiscals per persona era de 15.432 €.

### Activitats econòmiques
Dels 13 establiments que hi havia el 2007, 1 era d'una empresa extractiva, 2 d'empreses de fabricació d'altres productes industrials, 4 d'empreses de construcció, 1 d'una empresa de comerç i reparació d'automòbils, 1 d'una empresa de transport, 3 d'entitats de l'administració pública i 1 d'una empresa classificada com a «altres activitats de serveis».
Dels 4 establiments de servei als particulars que hi havia el 2009, 1 era un taller de reparació d'automòbils i de material agrícola, 2 paletes i 1 lampisteria.
L'any 2000 a Belleville-et-Châtillon-sur-Bar hi havia 10 explotacions agrícoles.

## Poblacions més properes
El següent diagrama mostra les poblacions més properes.